# António Teixeira
António Teixeira (Lisboa, 14 de maio de 1707 — Lisboa, 1769) foi um compositor português.

## Biografia
Nasceu e morreu em Lisboa. Estudou em Roma de 1714 a 1728, e no dia 11 de Junho do mesmo ano foi eleito Capelão-cantor da Sé de Lisboa. Escreveu algumas cantatas festivas para membros da aristocracia e compôs música para pelo menos três Óperas de António José da Silva: Guerras de Alecrim e Manjerona, As Variedades de Proteu, O Labirinto de Creta e O Precipício de Faetonte. José Mazza afirmou ter composto sete Óperas, que foram representadas com grandes marionetas, no Teatro do Bairro Alto em Lisboa entre 1733 e 1739. A sua obra mais importante é o sacro Te Deum a 20 vozes. As suas obras sacras estão no Arquivo da Patriarcal (Sé de Lisboa).

## Obras
- Missas
- Miserere
- Lamentações do Profeta Jeremias
- Motetos
- Te Deum, 1734 (gravado por The Sixteen/Harry Christophers) e pela RTP no dia de São Silvestre de 2013 pelo Coro Gulbenkian e a orquestra Divino Suspiro, sob direcção de Jorge Matta: http://www.rtp.pt/programa/tv/p30581
- Óperas (Guerras de Alecrim e Manjerona, As Variedades de Proteu, O Labirinto de Creta e O Precipício de Faetonte, etc.).